# Хершвайлер-Петтерсхайм
Хершвайлер-Петтерсхайм (нем. Herschweiler-Pettersheim) — община в Германии, в земле Рейнланд-Пфальц.
Входит в состав района Кузель. Подчиняется управлению Глан-Мюнхвайлер. Население составляет 1335 человек (на 31 декабря 2010 года). Занимает площадь 7,47 км².

## Известные люди
- Отто Кариус, знаменитый танкист нацистской Германии, с 1956 по 2015 гг. являлся хозяином аптеки в Хершвайлер-Петтерсхайме.